# Frederick Augustus Packer
Frederick Augustus Gow Packer (* 1839 in Reading, Berkshire; † 1. August 1902 in Sydney) war ein australischer Organist, Komponist und Musikpädagoge.
Packer war das älteste von zwölf Kindern des Organisten Frederick Alexander Packer und der Musikerin Augusta Packer, die ihrerseits eine Tochter des Komponisten Nathaniel Gow und Enkelin des schottischen Fiddlers Niel Gow war. Er wurde von seinen Eltern unterrichtet und begleitete schon als Kind Choraufführungen in der St George’s Chapel/Windsor Castle und der Chapel Royal/St James’s Palace auf der Orgel.
1858 wanderte er mit seiner Familie nach Hobart aus. Dort wurde er nach dessen Tod 1862 Nachfolger seines Vaters als Organist der St David’s Cathedral, aber auch als Musikpädagoge und Komponist. Er sorgte für den Bau einer Orgel für die Hobart Town Hall und wurde von der Stadt als Ehrenorganist ausgezeichnet. Seine komischen Opern wurden mit Erfolg gespielt, und er war Komponist einiger Stücke, die im 19. Jahrhundert sehr populär waren, wie der Ode of Welcome. Zudem war er als guter Pianist und Klavierbegleiter bekannt.
Seinen Lebensunterhalt verdiente Packer im Kolonialverwaltungsdienst. Er wurde 1859 Leiter eines Telegraphenamtes, arbeitete dann als Schreiber in verschiedenen Verwaltungsdepartments, wurde 1866 Prokurist des Departments Telegraphie und 1873 dessen Inspektor. Ab 1873 war er Hilfsschreiber und Bibliothekar, von 1882 bis zu seiner Pensionierung 1894 Schreiber beim House of Assembly. Von 1895 bis zu seinem Tod lebte er in Sydney. Auch sein Onkel Charles Sandys Packer wurde in Australien als Komponist und Musiker bekannt.